# Нішбаш
Нішба́ш (узб. Nishboshsoy, Нішбошсой) - гірська річка в Ахангаранському районі Ташкентської області Узбекистану, ліва притока річки Ахангаран. У верхній течії зветься Кашкаса́й (узб. Qashqasoy/Қашқасой), в середній течії, до злиття з Лашкереком —  Лайа́к (узб. Loyaksoy/Лояксою).

## Загальний опис
Довжина річки дорівнює 30 км, площа басейну - 180 км. 
Харчування сая, в основному, снігове та дощове. Середньорічна витрата води становить 2,55 м³/с. З березня по червень повноводність річки зростає від 3,52 м³/с до 8,66 м³/с.

## Течія річки

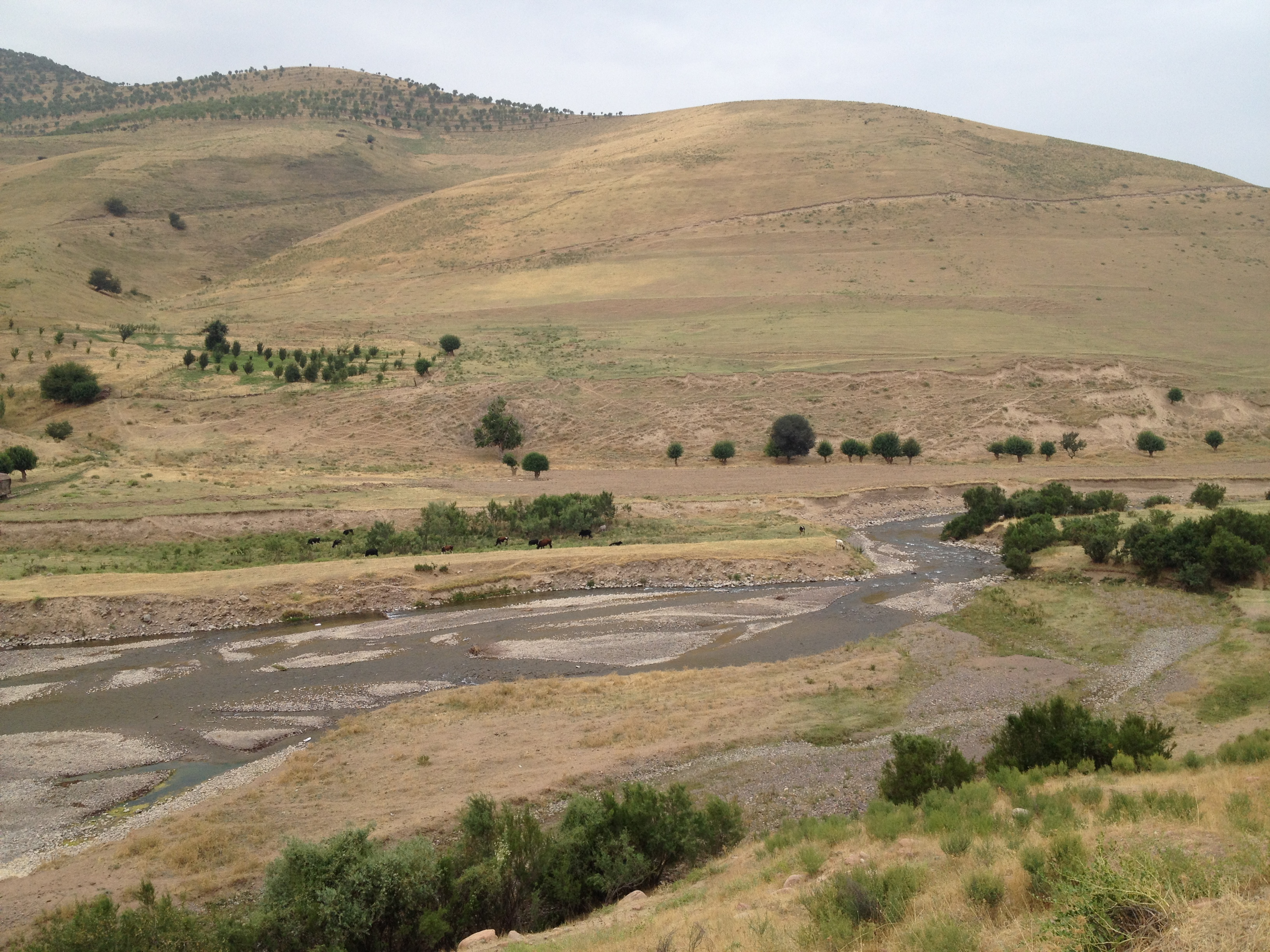
Долина Нішбашсая в пониззі

Нішбаш бере початок із північного схилу Курамінського хребта, в районі гірської вершини Акшурак, в безпосередній близькості від державного кордону Узбекистану з Таджикистаном. Він утворюється від невеликого сніжника на висоті 3550 м. У верхів'ях річка зветься Кашкасай (узб. Qashqasoy/Қашқасой). Кашкасай проходить у загальному північному напрямку. У верхній та середній течії сай протікає в глибокій долині з крутими схилами. Придбавши західний напрямок (спочатку з невеликим ухилом на північ, потім з невеликим ухилом на південь), річка в середній течії отримує назву Лайак (узб. Loyaksoy/Лояксою).
Поблизу табору Кристал сай орієнтується у північно-західному напрямку, яке зберігає до гирла. Тут він вбирає велику притоку Лашкерек, від злиття з яким зветься Нішбаш. За злиттям з Лашкереком на Нішбаші збудовано міст для автодороги. Ширина річки у цьому районі становить 5 м, глибина – 60 см, ґрунт дна – кам'янистий.
У нижній течії вздовж правого берега річки тягнуться споруди селища Нішбаш, проходить автошлях. Річка в пониззі має 2-3 тераси. Перед закінченням правому березі Нішбаша розташовуються відвали, лівому березі — рудник.
Нішбаш впадає ліворуч у каналізований Ахангаран у районі південної околиці міста Ангрен (практично одночасно з правою притокою Дукентсай), на висоті близько 880 м-коду.